# Марро

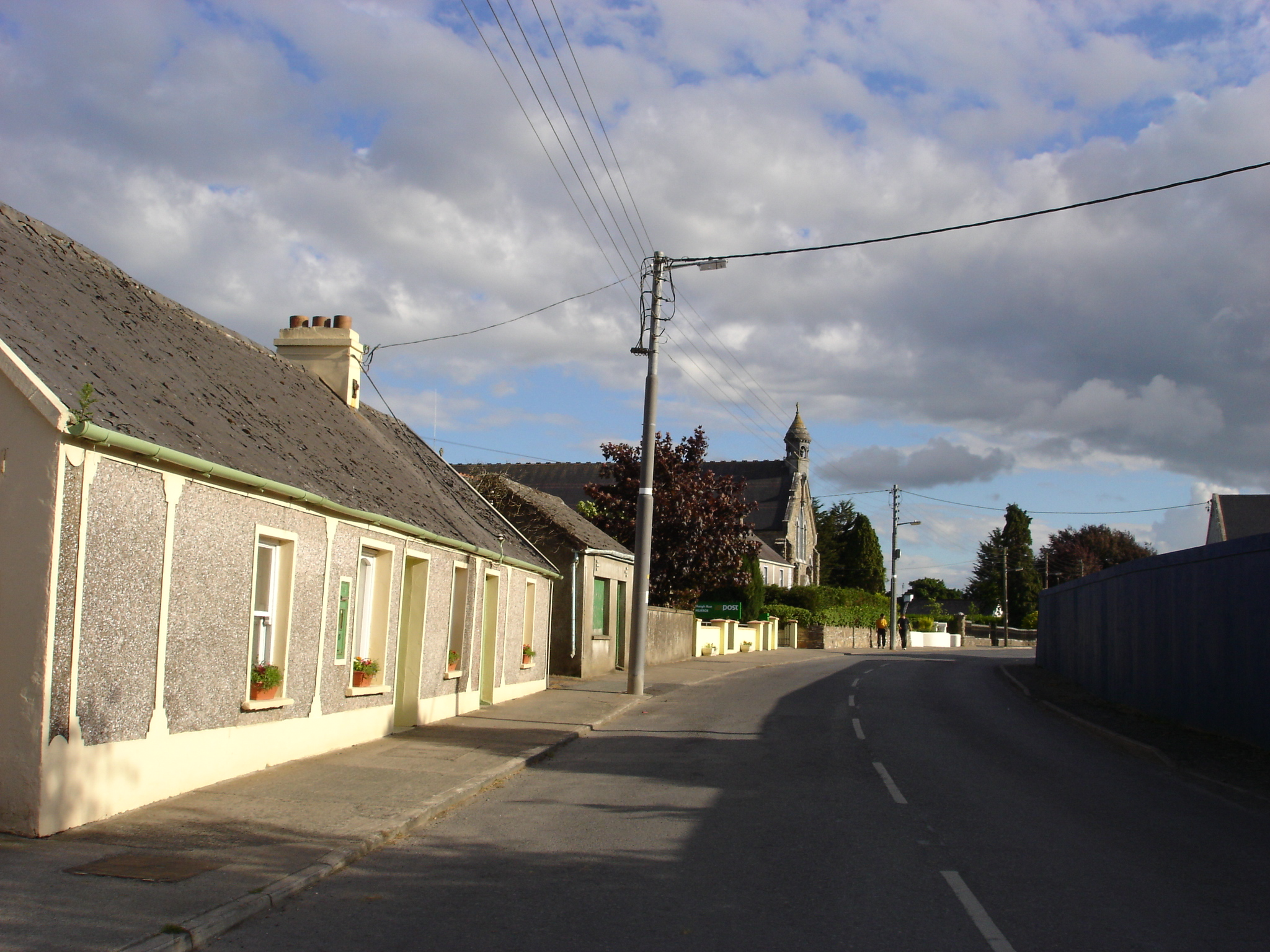
Главная улица

Марро (Моро; англ. Murroe, также Moroe; ирл. Maigh Rua, «красная равнина») — деревня в Ирландии, находится в графстве Лимерик (провинция Манстер) у трассы R506.

## Демография
Население — 624 человека (по переписи 2006 года). В 2002 году население составляло 464 человек.
Данные переписи 2006 года:
| Общие демографические показатели |               |                               |                               |      |      |
| Всё население                    | Всё население | Изменения населения 2002—2006 | Изменения населения 2002—2006 | 2006 | 2006 |
| 2002                             | 2006          | чел.                          | %                             | муж. | жен. |
| 464                              | 624           | 160                           | 34,5                          | 313  | 311  |